# Alphonso Johnson
Alphonso Johnson (2. februar 1951 i Philadelphia, Pennsylvania, USA) er en amerikansk elbassist.
Johnson er nok mest kendt for sit virke i fusionsgruppen Weather Report på to plader Mysterious Traveller og Black Market. Han har ligeledes spillet med John Scofield, Billy Cobham, George Duke og Wayne Shorter.
Johnson har lavet tre soloplader i eget navn. Han har været en innovativ bassist på elbassen fra begyndelsen af 1970'erne.[kilde mangler]

## Diskografi
- Moonshadows
- Yesterday´s Dreams
- Spellbound

### Som Sideman
- Mysterious Traveller – Weather Report
- Black Market – Weather Report
- Live In Europe – Billy Cobham and George Duke
- Freeride – Wayne Shorter

## Eksterne links og kilder
- Officiel hjemmeside